# 면역글로불린 G
면역글로불린 G(영어: immunoglobulin G, IgG)는 항체 개별형 중 하나이다. 동일한 중쇄 두 개와 경쇄 두 개로 된 단량체이고, 일반적인 항체의 형태인 Y형으로 배열되어 있다. 각 IgG에는 항원결합자리가 두 개 있다. 혈류에 가장 많은 항체로, 사람의 경우 혈청에 있는 면역글로불린 총량 중 75%를 차지한다. 형질세포가 IgG를 합성하고 분비한다.

## 기능
항체는 면역계의 주요 구성요소이다. IgG는 혈액과 세포외액에 있는 주요 항체이다. IgG는 수많은 병원체, 예를 들면 바이러스나 세균, 진균 등과 결합하여 신체 조직이 감염되지 않도록 한다. IgG가 병원체에 결합하면 병원체는 이동하는 능력이 떨어지고 서로 응집된다. IgG가 병원체 표면을 둘러싸면(옵소닌화) 포식성 면역 세포가 그것을 인지하고 병원체를 제거한다. IgG는 면역 단백질을 생산하는 보체계의 고전적 경로를 활성화하여 결과적으로 병원체를 제거한다. IgG는 독소에 결합하여 중화시키기도 한다. 항체 의존성 세포 매개 세포독성(ADCC)과 세포내 항체 매개 단백질분해에서 중요한 역할을 한다. 특히 세포내 항체 매개 단백질분해에서는 사람의 IgG이 친화성이 높은 수용체 TRIM21에 결합하여 제거할 바이러스 입자를 세포기질에 있는 프로테아솜으로 이끈다. IgG는 또한 제2형 및 제3형 과민증과 연관이 있다.
IgG 항체는 개별형 전환과 항체 반응 성숙기를 거쳐 이차 항체 반응에 참여하는 항체 중 가장 큰 비율을 차지한다. IgG는 단량체로 분비되어 작고, 조직 사이를 침투하기 쉽다. 사람의 태반을 통과할 수 있는 수용체를 가진 유일한 개별형으로 자궁 내 태아를 보호한다. 모유로 분비되는 IgA와 태반으로 흡수된 IgG는 신생아 스스로의 면역체계가 발달하기 전에 체액 면역력을 준다. 초유, 특히 소의 초유에는 IgG가 많이 들어 있다. 병원체에 이미 면역이 되어 있는 사람은 항원을 통하여 자극을 받고 24-48시간 후에 IgG가 나타난다.

## 구조

일반적인 항체.
1. Fab
2. Fc
3. 중쇄. 이 그림에서는 N 말단부터 V_{H}, C_{H}1, 경첩부위, C_{H}2, C_{H}3 부위로 되어 있다.
4. 경쇄. N-말단부터 V_{L}와 C_{L} 부위로 되어 있다.
5. 항원결합자리
6. 경첩부위
"-S-S-"는 이황결합을 가리킨다.

IgG는 폴리펩타이드 사슬 네 개로 이루어져 있고 분자량은 150 kDa이다. 똑같은 γ 중쇄 두 개는 각각 50 kDa이고 역시 서로 동일한 경쇄 두 개는 각각 25 kDa로, 4합체 4차 구조를 이룬다. 중쇄 두 개는 서로 이황결합으로 연결되어 있고, 각각 경쇄와도 이황결합으로 연결된다. Y자형 항체의 팔 끝에는 동일한 항원결합자리가 있다. IgG의 Fc 영역에는 N-글라이코실화 자리가 보존되어 있다.

## 아형
사람의 IgG는 네 아형(subclass)으로 세분할 수 있다. 혈액에 많은 순서대로 번호를 매긴다.
| 아형                                                               | 백분율 | 태반을 통과하는 정도 | 보체 활성 정도 | Fc 수용체에 대한 친화력 |
| IgG1                                                               | 66%    | O (1.47)†            | 두 번째로 높음 | 높음                    |
| IgG2                                                               | 23%    | X (0.8)†             | 세 번째로 높음 | 극히 낮음               |
| IgG3                                                               | 7%     | O (1.17)†            | 가장 높음      | 높음                    |
| IgG4                                                               | 4%     | O (1.15)†            | 통과하지 않음  | 중간                    |
| †: 탯줄/모체에서 농도 비율. 일본인 임산부 228명에서 얻은 수치이다. |        |                      |                |                         |

IgG와 포식세포의 Fc 수용체 사이의 친화력은 항체 아형뿐만 아니라 항체가 생산된 각 종에도 특이적이다. 경첩부위의 구조에 따라 각 아형의 생물학적 특성이 달라진다. IgG 각 아형은 Fc 영역의 구조는 95% 일치하지만 경첩부위의 구조는 상대적으로 다양하다.
IgG의 각 아형이 상반되는 특성(보체를 고정할 수 있는 아형이 있고 그렇지 않은 아형이 있음. 또 FcR에 결합할 수 있는 아형이 있고 그렇지 않은 아형이 있음)을 가지고 있고, 또 항원에 대한 면역반응에는 네 아형이 한꺼번에 참여하기 때문에 각 아형이 어떻게 합동으로 신체를 방어하는지 알아내기 어려웠다. 최근 연구자들은 사람의 IgE와 IgG 기능에 대한 모델을 제시하였다.( 이 모델에서는 IgG3와 IgE가 면역반응 초기에 나타난다. 상대적으로 친화력이 낮은 IgG3를 통하여 IgG 매개 방어와 IgM 매개 방어가 통합되고 외부에서 온 항원을 제거한다. 이어서 친화력이 더 높은 IgG1과 IgG2가 생산된다. 이 아형들의 상대적인 균형에 따라 염증 반응의 강도가 정해진다. 항원이 계속해서 남아 있으면 친화력이 높은 IgG4가 생산되어 FcR 매개 과정을 억제하고 염증을 완화한다.
장기이식 후에 이식된 장기에 손상을 주는 항체 반응이 일어나는 이유를 보체를 고정하는 능력이 IgG 아형마다 상대적으로 다르기 때문으로 설명하는 학자도 있다.

## 진단에의 이용
IgG는 특정 질환을 진단하는 데에 사용되기도 한다. IgG 항체 농도는 임상적으로 특정한 병원체에 대한 개인의 면역 상태를 나타낸다. 홍역, 볼거리, 풍진(이상 MMR), B형 간염 바이러스, 수두 등이 여기 포함된다.
IgG는 알레르기 여부를 나타내지 않는다.

## 치료에의 이용
IgG 항체는 헌혈 혈장에서 추출한 IgG 항체는 면역결핍, 자가면역질환, 감염 등을 치료하는 데에 이용한다. 여기 이용되는 IgG를 정맥내 면역글로불린(IVIG)이라 한다.

## 같이 보기
- 항원 결정기